# Otis Brown III

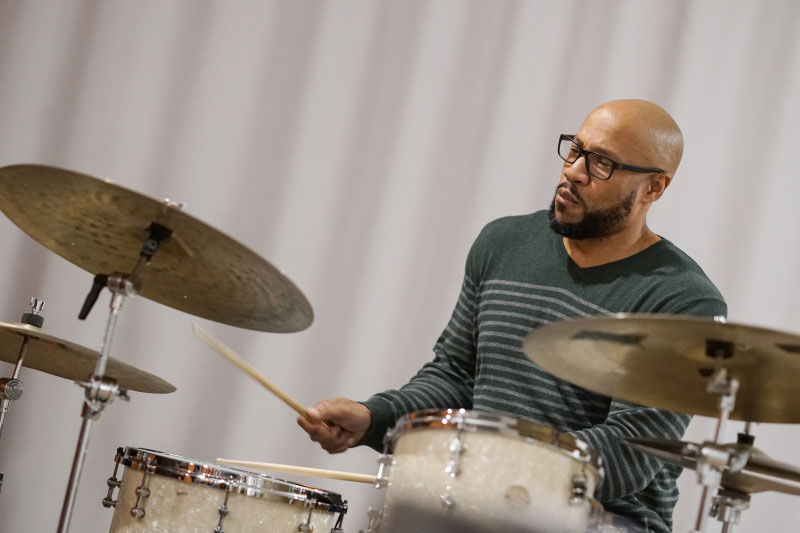
Otis Brown III
Dänemark 2018

Otis Brown III (* 14. April 1974 in Hackensack (New Jersey)) ist ein US-amerikanischer Schlagzeuger des Modern Jazz.

## Leben und Wirken
Browns Eltern waren beide als Musiker tätig. Sein Vater wirkte ebenfalls Schlagzeuger, außerdem Schulbandleiter, seine Mutter ist Gesangslehrerin und Chorleiterin. Bereits mit sieben Jahren begann er unter Anleitung seines Vaters, Altsaxophon zu erlernen. Er spielte Saxophon und Schlagzeug in Schule und Kirche; dann studierte er an der Delaware State University, um Musiklehrer zu werden. Dort überzeugte ihn Donald Byrd, nach New York City zu gehen und Musiker zu werden. Brown studierte dort an der New School for Jazz and Contemporary Music und dem Thelonious Monk Institute. Er arbeitete zunächst für Lewis Nash und Idris Muhammad, wodurch Joe Lovano 1999 auf ihn aufmerksam wurde. Er wurde Gründungsmitglied des Quintetts Joe Lovano Us Five und nahm mit dieser Band drei Alben auf, darunter die Grammy-nominierten Bird Songs. Weiterhin arbeitete er seit 2008 als Schlagzeuger für Esperanza Spalding. 2014 veröffentlichte er sein Debütalbum unter eigenem Namen (im Quintett mit Keyon Harrold, John Ellis, Robert Glasper, Ben Williams sowie Gästen). 2019 trat er auch mit Anne Mette Iversen auf.

## Diskografische Hinweise
- 2014: The Thought of You (Blue Note Records)[5]